# World Doubles Championships 1983
Il World Doubles Championships 1983 è stato un torneo di tennis femminile che si è giocato a Tokyo in Giappone dal 28 marzo al 3 aprile su campi in sintetico indoor. È stata l'8ª edizione del torneo.

## Campionesse

### Doppio
Billie Jean King /  Sharon Walsh hanno battuto in finale  Kathy Jordan /  Anne Smith con il punteggio di 6–1, 6–1